# Perxylobates brevisetus
Perxylobates brevisetus är en kvalsterart som beskrevs av Sandór Mahunka 1988. Perxylobates brevisetus ingår i släktet Perxylobates och familjen Protoribatidae. Inga underarter finns listade i Catalogue of Life.